# Julian the Apostate, a Dramatic Poem

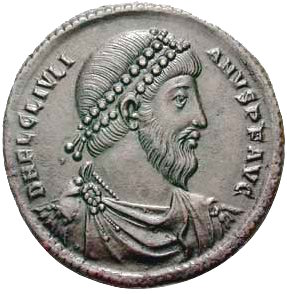
Julian Apostata na rzymskiej monecie

Julian the Apostate, a Dramatic Poem – poemat dramatyczny irlandzkiego poety i dramatopisarza Aubreya de Vere’a, opublikowany w 1822 w Londynie nakładem oficyny Johna Warrena. Utwór został podpisany pełnym nazwiskiem autora "Aubrey de Vere Hunt". Później pisarz odrzucił segment "Hunt". Dramat został napisany wierszem białym (blank verse), czyli nierymowanym pentametrem jambicznym, to znaczy sylabotonicznym dziesięciozgłoskowcem, w którym akcenty padają na parzyste sylaby wersu. Bohaterem sztuki jest rzymski cesarz Julian Apostata, sprawujący władzę w latach 361-363, który porzucił chrześcijaństwo na rzecz religii starorzymskiej.
Oh, ye mysterious and invisible beings
That throng this palpable darkness, and do give
These tombs of earth awful vitality!
I hear the rushing of your sightless wings
Sweep, with an unimaginable speed,
Around this mortal substance! Vault of darkness,
Thou gloomy mother of all hideous shadows,
Thy void is pregnant with a phantom life;
Thy vast receptacles are filled with breathings
Cold expirations, that stir up my hair
And cling to my damp forehead. Haply I stand
Within the portal of Eternity,
Amid death's heavy atmosphere environed
By th' incorporeal essence of past life,
And souls that wait their advent! Awful beings!
Impetuous and incessant travellers!
Zobacz też: Odszczepieniec (wiersz).